# Stephen Rerych
Stephen Karl "Steve" Rerych , född 14 maj 1946 i Philadelphia, är en amerikansk före detta simmare.
Rerych blev olympisk guldmedaljör på 4 x 200 meter frisim vid sommarspelen 1968 i Mexico City.